# Donal Donnelly
Donal Donnelly (Bradford, 6 luglio 1931 – Chicago, 4 gennaio 2010) è stato un attore irlandese.

## Biografia
Attore irlandese, molto attivo sulla scena televisiva, ricordato per aver interpretato l'Arcivescovo Gilday nel film Il padrino - Parte III (1990).

## Filmografia parziale

### Cinema
- Storie irlandesi (The Rising of the Moon), regia di John Ford (1957)
- 24 ore a Scotland Yard (Gideon's Day), regia di John Ford (1958)
- Il fronte della violenza (Shake Hands with the Devil), regia di Michael Anderson (1959)
- Nudi alla meta (I'm All Right Jack), regia di John Boulting (1959)
- Il magnifico irlandese (Young Cassidy), regia di Jack Cardiff (1965)
- Non tutti ce l'hanno (The Knack ...and How to Get It), regia di Richard Lester (1965)
- Il cervello di Mr. Soames (The Mind of Mr. Soames), regia di Alan Cooke (1970)
- Waterloo, regia di Sergey Bondarchuk (1970)
- The Dead - Gente di Dublino (The Dead), regia di John Huston (1987)
- Twister, regia di Michael Almereyda (1989)
- Il padrino - Parte III (The Godfather: Part III), regia di Francis Ford Coppola (1990)
- Il guerriero del falco (Squanto: A Warrior's Tale), regia di Xavier Koller (1994)
- Amore e rabbia (Love & Rage), regia di Cathal Black (1999)

### Televisione
- Missione segreta (Espionage) – serie TV, episodio 1x17 (1964)
- Law & Order - I due volti della giustizia (Law & Order) – serie TV, episodio 1x20 (1991)

## Doppiatori italiani
Nelle versioni in italiano delle opere in cui ha recitato, Donal Donnelly è stato doppiato da:
- Gianfranco Bellini in Waterloo
- Francesco Vairano in Il padrino - Parte III
- Oliviero Dinelli in Law & Order - I due volti della giustizia
- Dario Penne in The Dead - Gente di Dublino